# 何敬容
何敬容（5世纪—549年），字国礼，庐江郡灊县（今安徽省霍山）人，中国南北朝时文学家。南朝梁时尚书令。
祖父何攸之，刘宋太常卿。父何昌珝。何敬容以名家子，二十岁时，弱冠选尚齐武帝萧赜之女长城公主，拜驸马都尉。梁朝建立，梁武帝任命他为建安内史，为官有政绩。历任秘书郎、黄门郎。後征为吏部尚書，号称称职。普通四年（523年）出为吴郡太守，在郡四年，治为天下第一。中大通三年（531年），入为尚书右仆射，自此为宰相，勤政务实，颇非晋宋以来宰臣崇尚玄学、清谈文义、不问政务的颓废风气。张缵与何敬容不和。何敬容当权，宾客很多，其中有的去拜访张缵，张缵总是加以回绝。赵翼《有以疏慢见责者书以志愧》诗之二：“敢以敬容残客待，深蒙范叔故人怜。”迁至尚书令。何敬容官地方，有治绩，居端揆，勤庶务，然颇贪贿，谄上希宠。后因妾弟费慧明夜盗官米，为之解脱，被劾免职。复授以侍中、太子詹事。何敬容与太子萧纲说侯景乃反复叛臣，终当乱国。侯景攻入建康，他被围于台城，太清三年（549年），何敬容卒于建康围城内。《全上古三代秦汉三国六朝文》存其文一篇。《先秦汉魏晋南北朝诗》存其诗一首。

## 延伸阅读
[在维基数据编辑]
 《梁書/卷37》，出自姚思廉《梁書》